# 当原珠樹
当原 珠樹（とうはら たまき）は日本の児童文学作家である。

## 略歴
東京都生まれ。上智大学イスパニア語学科卒業。大学卒業後に勤務した出版社を退職後、育児のかたわら創作を学ぶ。
2002年「ひつじたちの夜」で第20回アンデルセンのメルヘン大賞 優秀賞受賞。
2008年『転校生とまぼろしの蝶』で「新・童話の海」第一回公募に入選。
「ごろにゃお」同人・「季節風」同人。東京都在住。

## 著書
- 『転校生とまぼろしの蝶』(ポプラ社 2010年3月)(絵:丹地陽子)
- 『かみさまにあいたい』(ポプラ社 2018年4月)(絵:酒井以)
- 『オオハシ・キング　ぼくの生意気な鳥』（PHP出版社 2020年11月）（絵：おとないちあき）

### アンソロジー
「」内が当原珠樹の作品
- 『アンデルセンのメルヘン文庫 第20集』(アンデルセン・パン生活文化研究所 2003年9月)「ひつじたちの夜」(作画：吉田カツ）
- 『あなたのとなりにある不思議 はらはら編』(ポプラ社 2016年12月)「遺産相続人」

### 雑誌
- 海外の教育（全国海外教育事情研究会 編）
  - 1992年7月号「高校生の見たカリマンタン」
  - 1992年8月号「高校生の見たカリマンタン（2）」
  - 1992年9月号「インドネシアの宗教について思う」